# Katarzyna i Sebastian Kazak
Katarzyna Kazak z d. Sroka (ur. 1 września 1877, zm. 23 marca 1943 w Brzózie Królewskiej) i Sebastian Kazak (ur. 13 stycznia 1870, zm. 23 marca 1943 w Brzózie Królewskiej) – polscy rolnicy, zabici za pomaganie Żydom podczas II wojny światowej. Odznaczeni Krzyżem Komandorskim Orderu Odrodzenia Polski, Sprawiedliwi wśród Narodów Świata, uhonorowani przez minister kultury, dziedzictwa narodowego i sportu Magdalenę Gawin w ramach projektu Instytutu Pileckiego Zawołani po imieniu.

## Życiorys
Zawarł związek małżeński z Katarzyną z domu Sroką, z którą miał dwie córki, Agnieszkę i Józefę. W czasie okupacji niemieckiej małżeństwo Kazaków prowadziło gospodarstwo rolne w Brzózie Królewskiej, gdzie udzielili schronienia dzieciom sąsiada, Pinchasa Wachsa. Pod koniec 1942 r. zaczął także udzielać pomocy Chanie Stiller, której córka była przyjaciółką najmłodszej z córek Kazaków. Dodatkowo, w gospodarstwie Kazaka kryjówkę znaleźli żydowscy mężczyźni, jeden z nich znany jako Chyla Chym.
27 marca 1943 r. Sebastian Kazak został zastrzelony na terenie swojego gospodarstwa przez niemieckich żandarmów w asyście policjantów. Rozstrzelano wówczas również troje ukrywanych Żydów oraz zamordowano jego małżonkę, Katarzynę Kazak. Ciała ukrywanych zakopano na miejscu egzekucji, natomiast Kazakowie zostali pochowani na obrzeżach miejscowego cmentarza. Ich córki, Agnieszka i Józefa zdołały uciec, jednak zostały zmuszone do opuszczenia rodzinnych stroń i pozostania w ukryciu.

## Upamiętnienie
12 lutego 2008 r. Sebastian Kazak została wraz z żoną zostali pośmiertnie odznaczeni przez Jad Waszem medalem Sprawiedliwy wśród Narodów Świata. Ponadto postanowieniem prezydenta RP Lecha Kaczyńskiego z 25 stycznia 2010 r. małżeństwo Kazaków oraz ich córki, Agnieszka Kazak i Józefa Siuzdak zostali odznaczeni Krzyżem Komandorskim Orderu Odrodzenia Polski. 24 marca 2022 r. w Brzózie Królewskiej miało miejsce odsłonięcie tablicy pamiątkowej poświęconej Katarzynie i Sebastianowi Kazakom. Upamiętnienie zostało zorganizowane w ramach projektu zainicjowanego przez wiceminister kultury i dziedzictwa narodowego Magdalenę Gawin, a realizowanego przez Instytut Pileckiego w ramach programu Zawołani po imieniu.